# Hanne Severinsen
Hanne Severinsen (født 12. juni 1944 i København) er en dansk lektor og politiker. Hun er forhenværende medlem af Folketinget for Venstre, og er næstformand for Teknologirådet.
Hanne Severinsen var medlem af Københavns Borgerrepræsentation fra 1974 til 1984, midlertidigt medlem Folketinget fra Østre Storkreds i 1977 og 1978, og blev valgt i Ringkøbing Amtskreds fra 10. januar 1984 til 7. september 1987 og fra 10. maj 1988 til 13. november 2007. Hun var Venstres næstformand fra 1982 til 1985.
Hun er datter af landsretssagfører Erik Severinsen og Else Severinsen, blev student fra Johannesskolen på Frederiksberg i 1963, og Cand.mag. (historie, samfundsfag) fra Københavns Universitet i 1973.

## Ekstern kilde/henvisning
- [ Hanne Severinsen] på Folketingets hjemmeside   Dato: 25. juli 2003.
- Gammelt portrætfoto